# Grenada i olympiska sommarspelen 1996
Grenada deltog i de olympiska sommarspelen 1996 med en trupp bestående av fem deltagare, endast män, men ingen av landets deltagare erövrade någon medalj.

## Friidrott
Damernas 4 x 400 meter stafett
- Richard Britton, Rufus Jones, Alleyne Francique och Clint Williams
  - Heat — DSQ (→ gick inte vidare)

Damernas längdhopp
- Kenny Lewis
  - Kval — 7.41m (→ gick inte vidare)